# Sandsjötärnen
Sandsjötärnen är en sjö i Askersunds kommun i Närke och ingår i Motala ströms huvudavrinningsområde. Sjön är 14,5 meter djup, har en yta på 0,0461 kvadratkilometer och befinner sig 135,6 meter över havet.